# Toyota

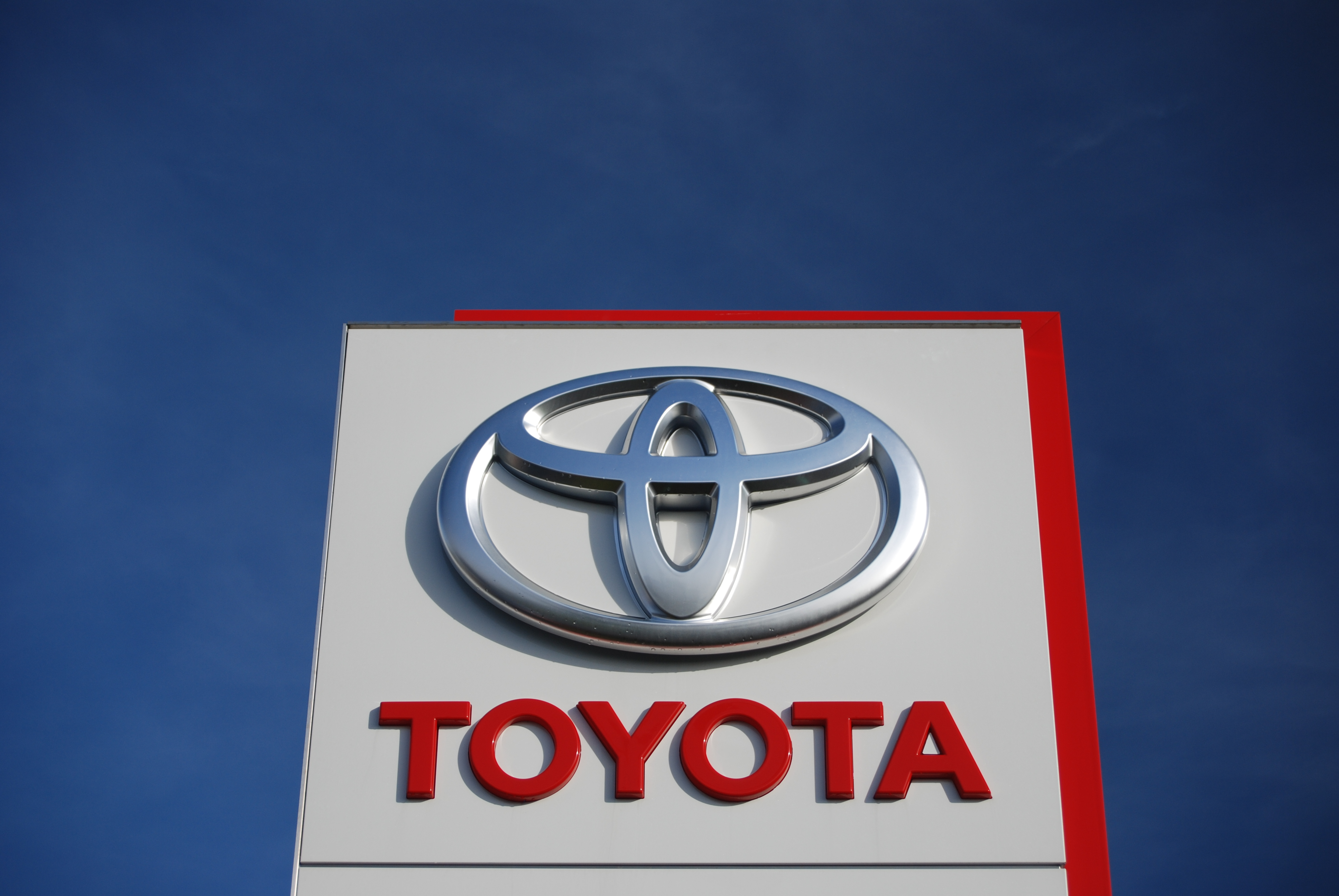
logo firmy

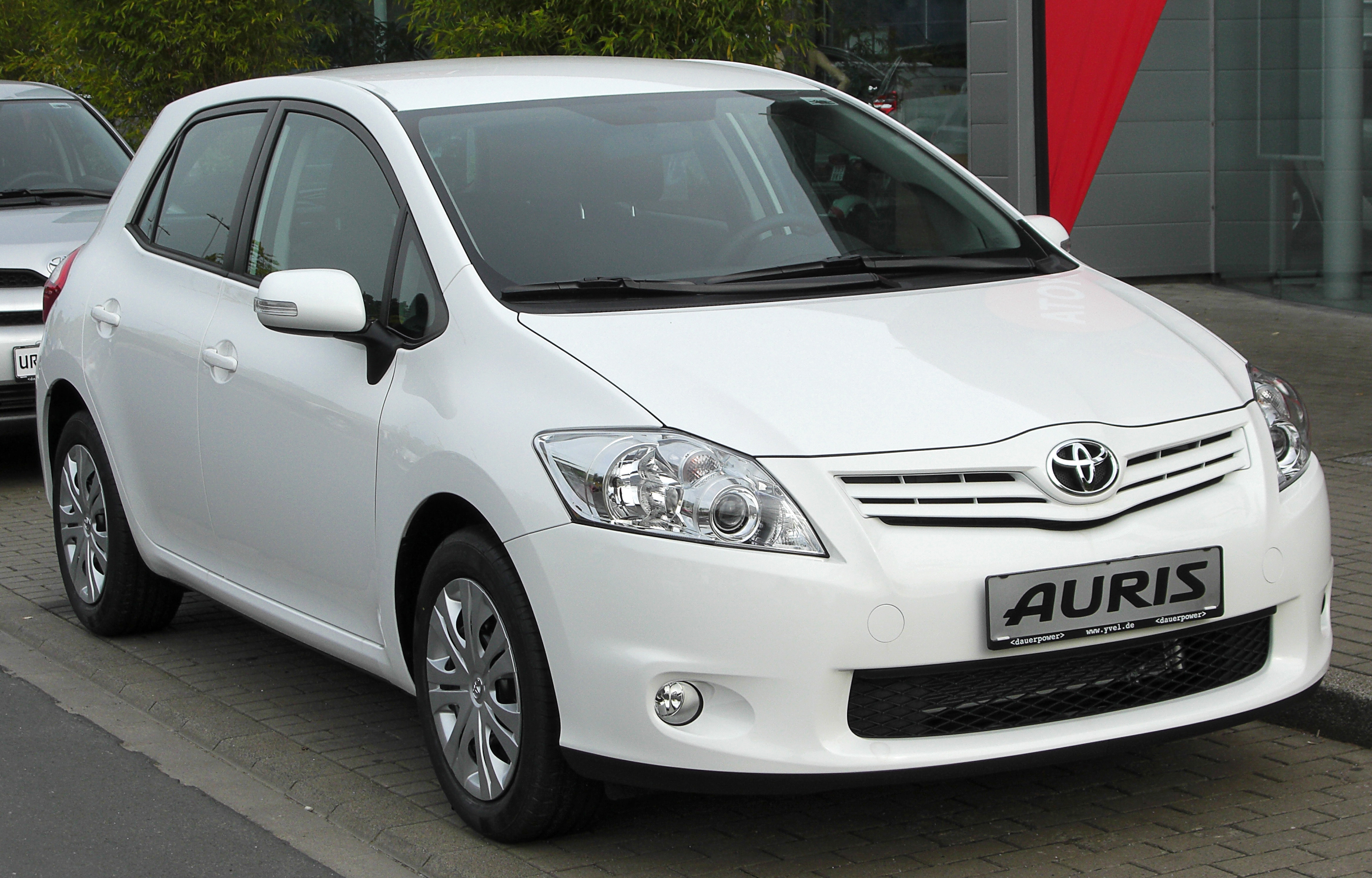
Toyota Auris 2010

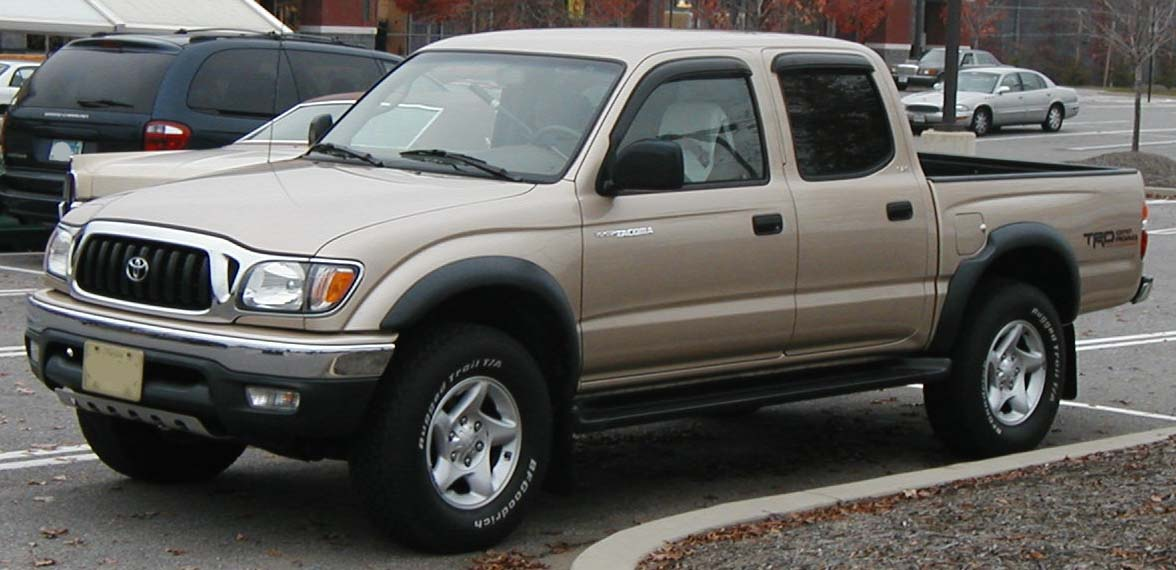
Toyota Tacoma - fotografovaná v USA

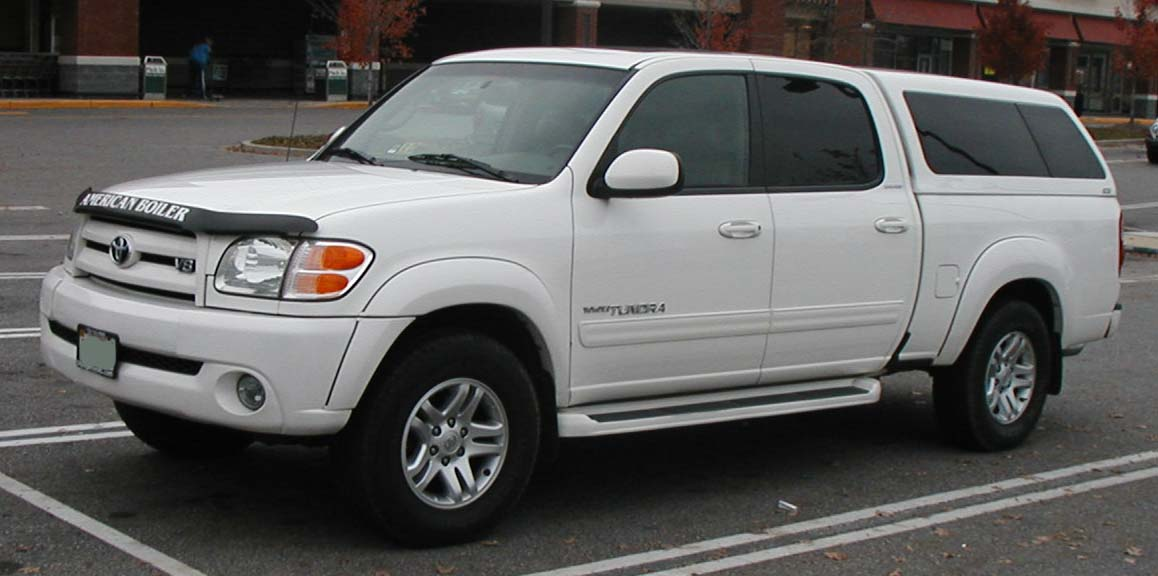
Toyota Tundra fotografovaná v USA

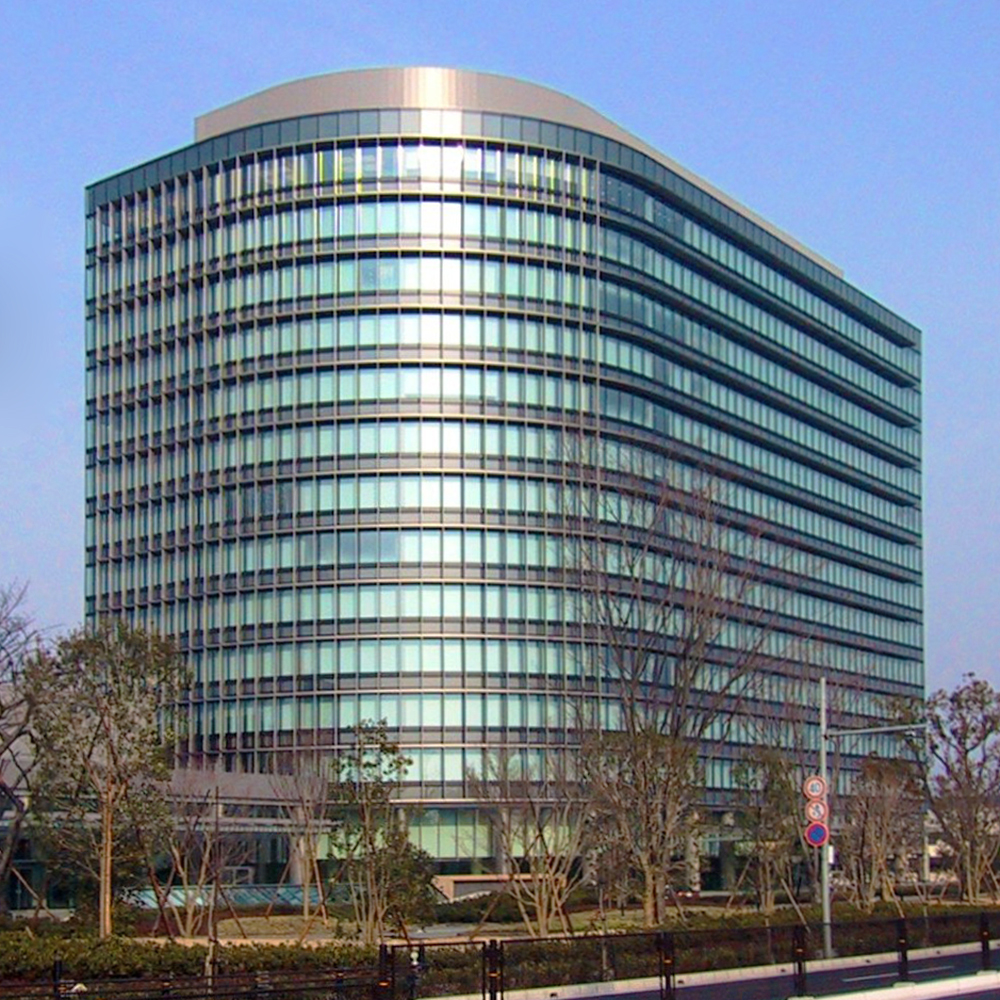
Ředitelství firmy

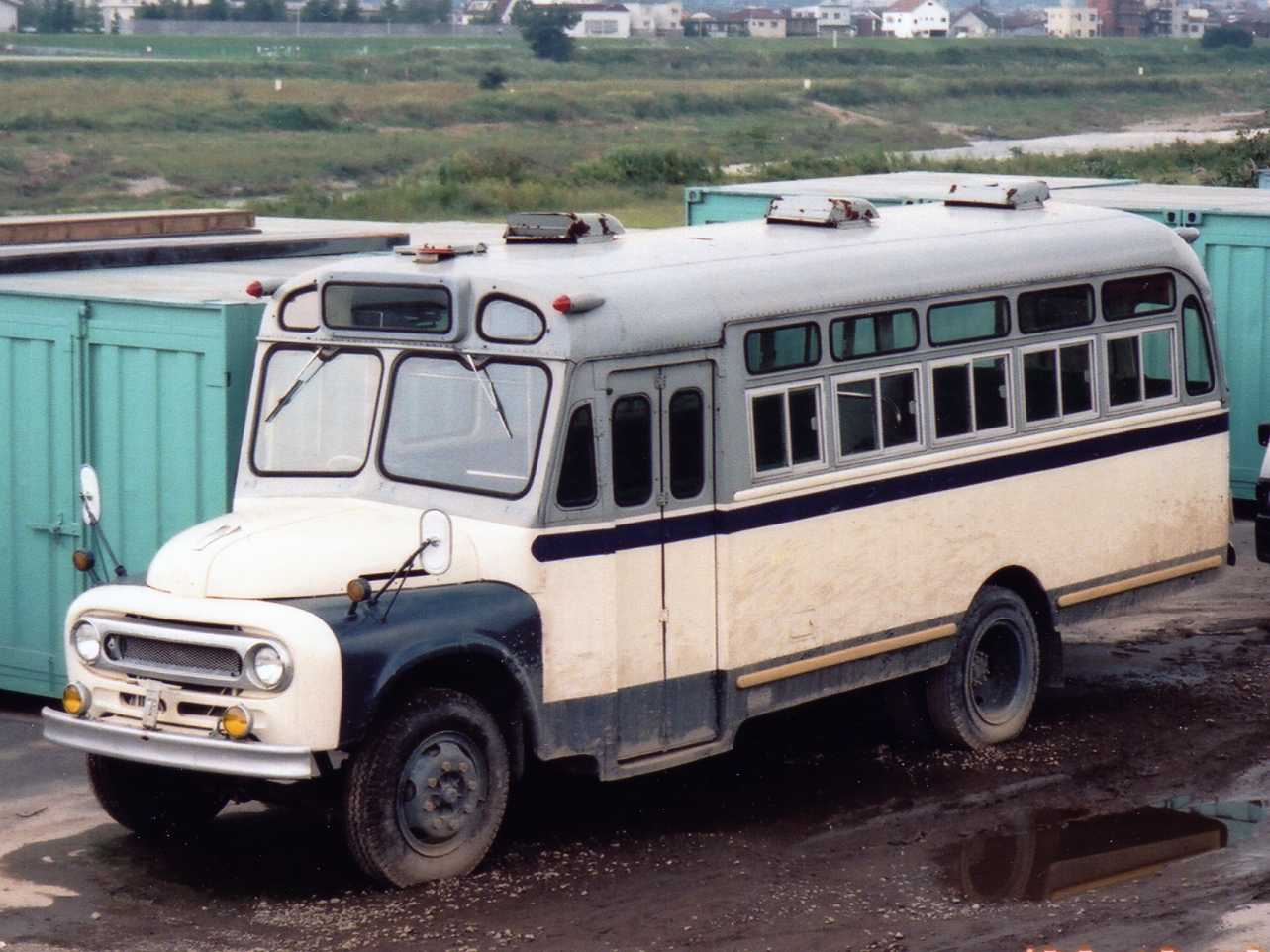
Autobus Toyota FB

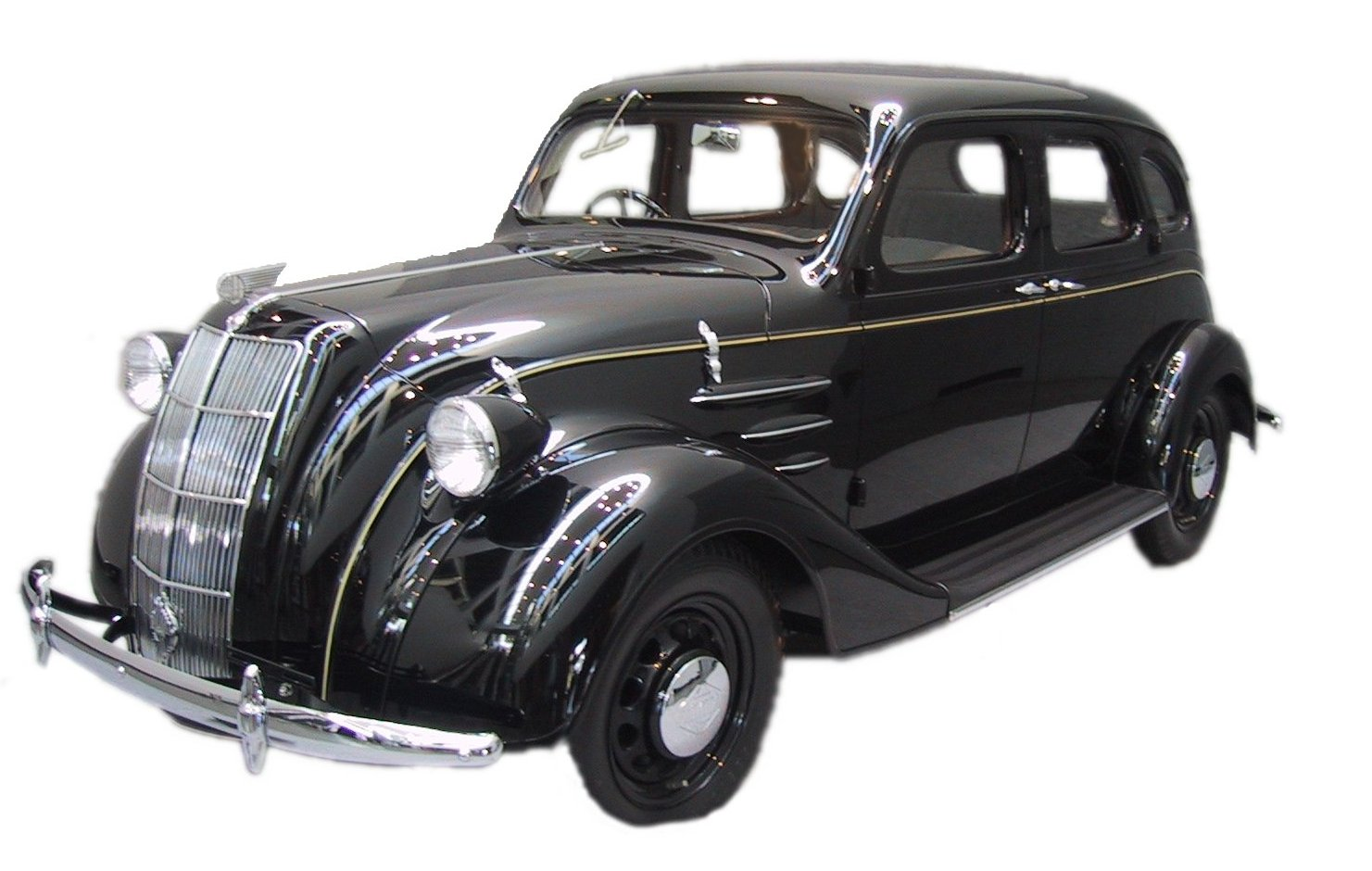
Toyota Model AA

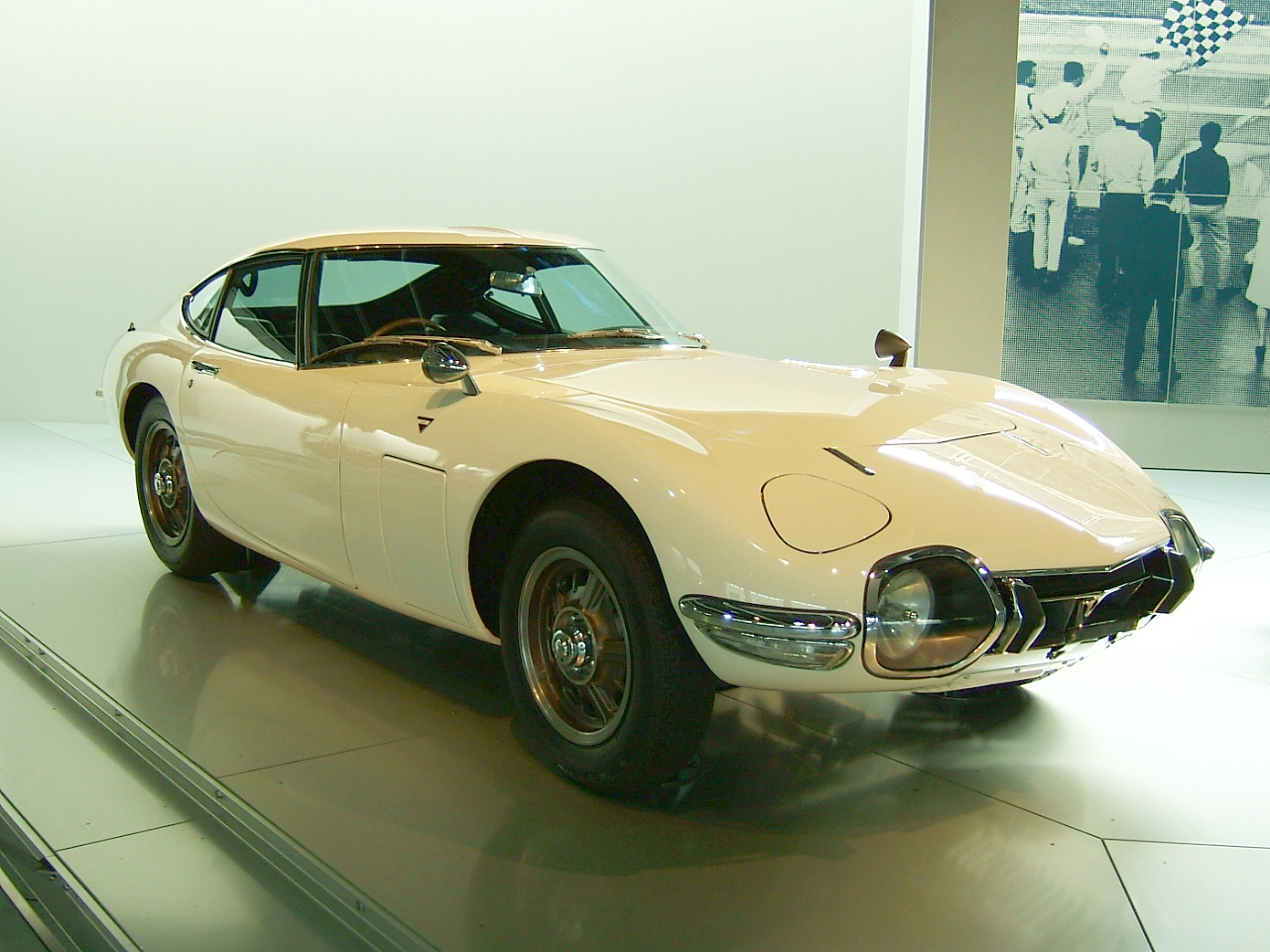
Toyota 2000GT

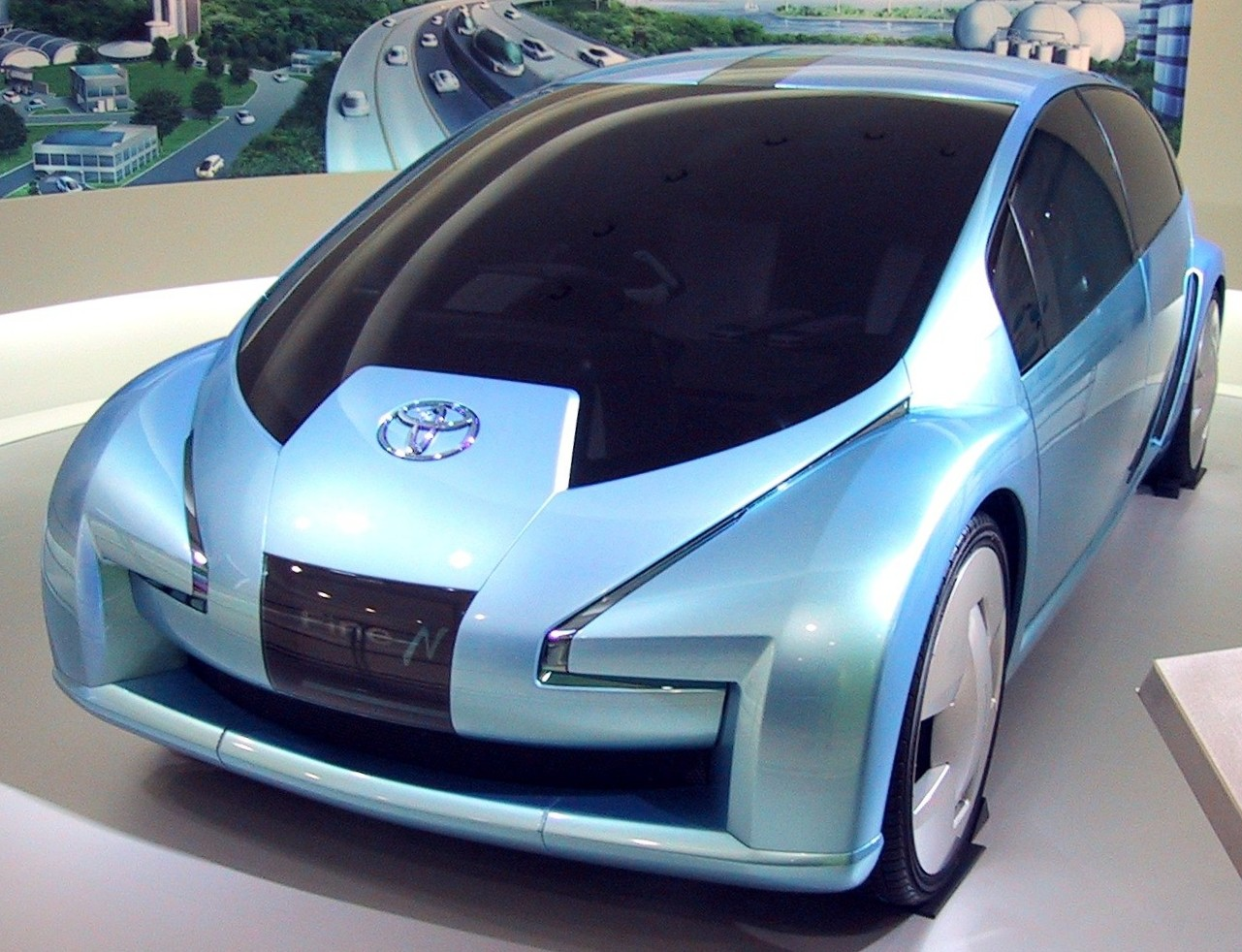
Toyota Fine-N (Koncept)

Toyota, celým jménem Toyota Motor Corporation, je japonská automobilka, kterou založil v roce 1937 Kičiro Tojoda. Je největším výrobcem automobilů na světě a vyrábí jak osobní automobily, tak dodávky, nákladní auta, motory, autobusy, roboty a jiné. Je to zároveň osmá největší společnost světa. Firma sídlí ve městě Tojota v prefektuře Aiči. Pod křídla společnosti spadá i Daihatsu a i poměrně mladé automobilky Lexus a Scion.
V České republice je automobilka zastoupena
- obchodním zastoupením Toyota Central Europe - Czech s r.o. spadající pod Toyota Central Europe se sídlem v Bruselu
- logistickým centrem Toyota Logistics Services Czech s.r.o.
- výrobním závodem Toyota Motor Manufacturing Czech republic, s.r.o.

## Současné vozy
- Toyota Aygo X
- Toyota bZ4X
- Toyota Camry
- Toyota Corolla včetně verze Cross
- Toyota C-HR
- Toyota C-HR+
- Toyota GR Supra
- Toyota GR Yaris
- Toyota Hilux
- Toyota Land Cruiser
- Toyota Mirai - vodíkový automobil
- Toyota Prius, hybrid
- Toyota Proace včetně verze City a Max
- Toyota RAV4
- Toyota Urban Cruiser
- Toyota Yaris včetně verze Cross

## Nevýrobní vozy
- Toyota 2000GT
- Toyota 4Runner (také Toyota Hilux Surf)
- Toyota Allex
- Toyota Allion
- Toyota Alphard
- Toyota Altezza
- Toyota Aristo
- Toyota Avalon
- Toyota Avanza
- Toyota Avensis
- Toyota Auris
- Toyota Aygo (zkonstruován spolu s PSA Peugeot Citroën)
- Toyota bB
- Toyota Belta
- Toyota Brevis
- Toyota Caldina
- Toyota Cami
- Toyota Camry Solara
- Toyota Carina
- Toyota Cavalier
- Toyota Celica
- Toyota Celsior
- Toyota Century
- Toyota Chaser
- Toyota Classic
- Toyota Coaster
- Toyota Comfort
- Toyota Corsa
- Toyota Corolla/Sprinter
- Toyota Corolla Verso
- Toyota Corona
- Toyota Mark II
- Toyota Cressida/Cresta/Chaser/Mark II
- Toyota Cresta
- Toyota Crown
- Toyota Cynos
- Toyota Dyna
- Toyota Echo
- Toyota Estima/Estima Lucida/Estima Enima
- Toyota FJ40
- Toyota FJ45
- Toyota FJ55
- Toyota FJ60
- Toyota FJ62
- Toyota FJ Cruiser
- Toyota Fortuner
- Toyota Fun Cargo
- Toyota Granvia
- Toyota Harrier
- Toyota Hiace
- Toyota HiClass
- Toyota Highlander
- Toyota Innova/Kijang Innova
- Toyota Ipsum
- Toyota Isis
- Toyota ist
- Toyota Kijang / Tamaraw Revo
- Toyota Kluger/Highlander
- Toyota Lexcen
- Toyota LiteAce
- Toyota Majesta
- Toyota Mark X
- Toyota Matrix
- Toyota MiniAce
- Toyota MR2/MR-S
- Toyota Noah
- Toyota Opa
- Toyota Origin
- Toyota Paseo
- Toyota Passo
- Toyota Pickup
- Toyota Porte
- Toyota Premio
- Toyota Previa
- Toyota Probox
- Toyota Progres
- Toyota Publica
- Toyota Raum
- Toyota RAV4 EV
- Toyota Regius
- Toyota SA
- Toyota Sera
- Toyota Sequoia
- Toyota Sienna
- Toyota Sienta
- Toyota Soarer
- Toyota Supra/Celica Supra
- Toyota Sprinter Trueno
- Toyota Starlet
- Toyota Stout
- Toyota Succeed
- Toyota Surf
- Toyota T100
- Toyota Tacoma
- Toyota Tercel/Corsa/Corolla II
- Toyota TownAce
- Toyota ToyoAce
- Toyota Tundra
- Toyota Van
- Toyota Verossa
- Toyota Vios
- Toyota Vista
- Toyota Vitz/Platz/Yaris/Echo
- Toyota Voltz
- Toyota Voxy
- Toyota WiLL
- Toyota Windom
- Toyota WISH

## Koncepty
- Toyota Fine N
- Toyota FT-SX
- Toyota FTX
- Toyota i-unit
- Toyota S-800
- Toyota A-BAT

## Vozy s nízkými emisemi
Toyota je vlajkovou lodí i ve výrobě ekologických vozů s nízkými emisemi.

### Vodíkový automobil
Už v roce 2014 představila Toyota vodíkový automobil Toyota Mirai, který si vyrábí elektřinu z vodíku v palivových článcích, kterých je celkem 330 a dohromady váží 52 kilogramů. Na zadní nápravě je elektromotor o výkonu 182k. Baterie má kapacitu 1,234 kWh, napětí 310,8V a její hmotnost je 44,6 kilogramu.

### Elektromobil
Elektromobil Toyota bZ4X má lithium-iontovou baterii kapacity 71,4 kWh. Model 4×2 má na  přední nápravě elektromotor 204k, model 4x4 má přední elektromotor 109k a zadní elektromotor 109k.

### Plug-in hybrid
Plug-in_hybrid Toyota Prius Plug-in má lithium-iontovou baterii 13,6 kWh. Celkový výkon hybridního systému je 223k, výkon spalovacího motoru je 152k a výkon elektromotoru je 163k. 

### Hybrid
Hybrid začala Toyota u vozu Prius v roce 1997. Od ledna 2020 prodává Toyota a Lexus celosvětově 44 modelů ve více než 90 zemích a prodalo se celkem přes 15 miliónů hybridních vozů.